# Marco Enrico Ricotti
Marco Enrico Ricotti (Sesto San Giovanni, 24 dicembre 1962) è un ingegnere italiano.
Professore ordinario di impianti nucleari al Politecnico di Milano, è Presidente del Consorzio CIRTEN (Consorzio Inter-universitario per la Ricerca TEcnologica Nucleare) ed è stato presidente del “Working Party on Atomic Questions” del Consiglio Europeo e Membro designato dell'Agenzia per la Sicurezza Nucleare. È esperto in energia, reattori di nuova generazione e reattori di piccola taglia (Small Modular Reactors – SMR), sicurezza nucleare, termo-fluidodinamica, simulazione numerica, aspetti economici del nucleare.
È stato membro dell'Autorità di Sicurezza Nucleare italiana tra il 2010 e il 2011 e presidente di SOGIN dall'agosto 2016 a dicembre 2019.

## Biografia
Nato a Sesto San Giovanni nel 1962, Marco Ricotti ha conseguito, presso il Politecnico di Milano, la laurea in Ingegneria Nucleare nel 1990 e il Dottorato di Ricerca in "Scienza e Tecnologia negli Impianti Nucleari" nel 1993.
Ha iniziato la sua carriera professionale come consulente (1990-1993) in società d’ingegneria per poi entrare nel corpo accademico dal 1993.
Si occupa dello studio di reattori integrati modulari (Small Modular Reactors) e di reattori di IV Generazione (reattori veloci a piombo, reattori a sali fusi).
Dal 1999 ha collaborato allo sviluppo del progetto IRIS (SMR integrato da 335 MWe), promosso da Westinghouse in consorzio con 20 partner da 10 Paesi. Ha poi avviato collaborazioni con la società francese DCNS (ora Naval Group) per lo sviluppo del progetto FlexBlue, con gli statunitensi di NuScale per il progetto omonimo, con i francesi di EdF per il progetto Nuward, per il quale è ora membro dell'International Advisory Board.
I principali temi affrontati sono relativi ad aspetti e sistemi di sicurezza per SMR e reattori di nuova generazione, studi numerici e sperimentali sulla termoidraulica dei sistemi a sicurezza passiva, modelli di simulazione numerica per analisi di sicurezza-dinamica-controllo-ottimizzazione, aspetti economico-finanziari degli SMR e loro applicazioni per cogenerazione o in accoppiamento con sistemi a energia rinnovabile (sistemi ibridi).
Dal 2021 è membro dello Steering Committee di ESARDA (European Safeguards Research & Development Association).
È co-autore di brevetto internazionale su sistemi di sicurezza per reattori SMR (Westinghouse-Politecnico di Milano, WO 02/073625 A3).
Ricotti è intervenuto sui media e nelle discussioni pubbliche in tema di energia, in particolare si ricorda quella legata all’incidente di Fukushima.

## Opere
L’elenco è disponibile nell’archivio istituzionale della produzione scientifica del Politecnico di Milano. Tra le principali:
- "Technology Roadmap for Small Modular Reactor Deployment", Armand Y. et al., pp.1-108, IAEA Nuclear Energy Series -  vol. NR‑T‑1.18, IAEA (2021) - ISSN 1995-7807
- "Economics and financing of small modular reactors (SMRs)", S. Boarin, M. Mancini, M. Ricotti, G. Locatelli, pp.241-278. In Handbook of Small Modular Nuclear Reactors, 2nd Ed., Woodhead Publ. (2020) - ISBN 978-0-12-823916-2
- “Pioneering role of IRIS in the resurgence of Small Modular Reactors”, B. Petrovic, M.E. Ricotti, S. Monti, N. Cavlina, H. Ninokata, NUCLEAR TECHNOLOGY, vol. 178, p. 126-152 (2012).
- “Economic features of integral, modular, small-to-medium size reactors”, M.D. Carelli, P. Garrone, G. Locatelli, M. Mancini, C. Mycoff, P. Trucco, M.E. Ricotti, PROGRESS IN NUCLEAR ENERGY, pp.403-414, vol.52, 4 (2010).
- “The design and safety features of the IRIS reactor”, M.D. Carelli, L.E. Conway, L. Oriani, B. Petrovic, C.V. Lombardi, M. Ricotti, A.C.O. Barroso, J.M. Collado, L. Cinotti, N.E. Todreas, D. Grgic, M.M. Moraes, R.D. Boroughs, H. Ninokata, D.T. Ingersoll, F. Oriolo, NUCLEAR ENGINEERING AND DESIGN, vol. 230, p. 151-167 (2004).